# Raymond Koopman
Raymond Koopman (3 februari 1969) is een Nederlands voormalig voetballer die als doelman speelde.
Koopman kwam op jonge leeftijd bij VV Jonathan waar hij de verdere jeugdelftallen doorliep. Hij zat één seizoen bij Eerste divisieclub FC Wageningen waar hij debuteerde in de eerste divisie tegen de latere kampioen Vitesse en in het C-elftal speelde. Vervolgens speelde hij twee seizoenen voor VV IJsselmeervogels in de Hoofdklasse. In 1991 was Koopman de eerste contractspeler van de nieuwbakken profclub TOP Oss. Hij speelde tot medio 2001 in totaal 314 profwedstrijden voor Oss. Dat was tot begin 2023 het clubrecord wat toen gebroken werd door eerst Rick Stuy van den Herik en enkele weken later door Lorenzo Piqué. Eind 2016 werd hij door de fans uitgeroepen tot beste doelman in 25 jaar profvoetbal in Oss in de Eerste divisie. Koopman beëindigde zijn loopbaan bij IJsselmeervogels. Hij was vijf jaar keeperstrainer bij IJsselmeervogels en werd daarna actief als keeperstrainer en assistent-trainer bij VV Jonathan.